# Queen Eteme
Queen Eteme de son vrai nom Delphine Eteme, est une chanteuse camerounaise née à Obala, dans la région du Centre du Cameroun. Sa voix s'inscrit dans divers genres musicaux comme le Gospel, la Soul, le Blues, le Jazz et la Bossa nova.

## Biographie

### Enfance et débuts
Queen Eteme grandi dans un environnement musical influencé par les chants traditionnels de sa grand-mère et les rythmes camerounais comme le Bikutsi et le Makossa. À l'âge de 16 ans, elle s'envole pour la France pour poursuivre ses études. Une fois sur place, elle se tourne vers la musique, dans une chorale de gospel à Paris, où elle devient très vite soliste.
Elle est choriste de plusieurs artistes qu'elle accompagne en studio d'enregistrement et en tournée. Parmi ces atistes ont peut citer : Manu Dibango, Carole Fredericks, et Gino Sitson. Elle multiplie les expériences et est amenée à travailler avec plus d'artistes aussi divers qu’Arielle Dombasle, les G’Squads, Gino Sitson, Cheb Mami, Geoffrey Oryema ou Ismaël Lo.
En 1998, plusieurs ainés dans le milieu l'encourage à se lancer dans une carrière solo.
En 2025, elle célèbre ses 25 ans de carrière avec un concert à Douala.
Queen Eteme dans son soucis de préserver son identité culturelle, elle est également ambassadrice de l'enfance en détresse et participe à des événements caritatifs.

## Discographie

### Singles
- 2007 : Kuna
- 2013 : Zamba[9].

### Albums
- 2003 : Soki
- 2008 : Lafi
- 2010 :  Amazing Encounter[10]
- 2013 : Bi Mawô
- 2023 : Amazing Experience

## Prix et récompenses
- Prix d’Excellence décerné par l’association APPED[11].